# Marlon Moreno
Marlon Moreno Solarte (Cali, 18 de mayo de 1966) es un actor colombiano. Es conocido principalmente por interpretar a Ciro Bernal en Pandillas Guerra y Paz, Pedro Pablo León Jaramillo en la serie El Capo del Canal RCN, Bernardo Torres en la telenovela El último matrimonio feliz del mismo canal y a Guillermo León Mejía en La venganza de Analía de Caracol Televisión.

## Biografía
Su hermano mayor, el también actor Ricardo Moreno, quien a pesar de tener 11 años más, desde pequeño lo motivó a seguir sus pasos dentro del mundo de la actuación.
Cuando estuvo en el colegio destacó en las obras de teatro que presentaba su escuela, fue parte de un grupo de teatro escolar. Posteriormente se dedicó a ser taxista, después fue chófer, mensajero, trabajó como cajero de un banco y hasta se dedicó a trabajar en una fotocopiadora, para poder pagar sus estudios y realizar sus sueños.

## Carrera
Su primer trabajo fue en la telenovela Gente fresca (1995), con el papel de Paco.
Un año después filmó Milena, donde interpretaba a Carlos. Ese mismo año filmó otras tres telenovelas, entre las que destaca La mujer del presidente, que fue transmitida por el Canal Caracol. Allí su papel de Víctor Leal supuso su salto a la fama.
Al año siguiente formó parte del elenco de Sin límites (1997) con el papel de Antonio J. Charry, y que fue transmitida por el Canal Caracol en 1997.
En 1998 actuó en La dama del pantano, donde hizo el papel de "El Apache". Al año siguiente actuó en La Reina de Queens como Bruno Berrocal.
Tras dos años ausente de las pantallas reapareció en la telenovela El precio del silencio (2001) como el Dr. Santamaría; este telenovela fue transmitida por el Canal RCN. Dos años después actuó en No renuncies Salomé interpretando a Carlos Alberto.
Ese mismo año Marlon se volvió aún más popular, ya que aceptó e hizo el papel de "Ciro Bernal" en la serie Pandillas, guerra y paz, un gran capo del narcotráfico que hace volar en pedazos la casa de Ricardo Castro iniciando así una violenta guerra entre el bando de Ciro y la gente de Richard.
Fue llamado para actuar en la serie La saga, negocio de familia que alcanzó un alto nivel de audiencia, recibió excelentes críticas y es considerada como una de las mejores series colombianas de todos los tiempos.
Ese mismo año filmó la película El rey, en la cual actuó con Fernando Solórzano y Cristina Umaña interpretando el papel de El Pollo. La película cuenta la historia del caleño Pedro Rey, un hombre que pasa de tener un negocio de billares a ser un gran capo del narcotráfico. Dirigida por Antonio Dorado, la película recibió buenas críticas e incluso obtuvo varias nominaciones, entre ellas la de "Mejor Película" en los premios de cine de Cartagena y una nominación al Goya como mejor película extranjera.
En el 2005 actuó en la telenovela El pasado no perdona como Felipe Santamaría; la telenovela fue producida por Telecolombia y transmitida por el Canal RCN.
En el 2006 Marlon participó como "El Titi" en la serie Sin tetas no hay paraíso, basada en la novela de Gustavo Bolívar Sin tetas no hay paraíso. Esta serie cuenta la historia de una joven de 17 años llamada Catalina, a punto de finalizar su bachillerato, quien vive en una casa de clase baja y cuya mamá mantiene cosiendo. La serie logró un alto nivel de sintonía en el país y recibió estupendas críticas, siendo transmitida por el Canal Caracol en el 2006.
Ese mismo año Marlon actuó en la película Soñar no cuesta nada, basada en una historia real ocurrida en Colombia, en el que varios soldados del Ejército Colombiano encuentran una caleta de la guerrilla de las FARC. En ella Marlon interpretó al Teniente Solórzano, papel por el que obtuvo el India Catalina a "Mejor Actor de Reparto" en el Festival Internacional de Cine de Cartagena.
En el 2007 protagonizó la película La beca interpretando a Juan Carlos Mejía. Ese mismo año protagonizó también la película Perro come perro, película que se estrenó el 18 de abril de 2008 y que fue dirigida por Carlos Moreno. Cuenta la historia de dos asesinos que trabajan para un importante empresario de Cali que quiere vengarse de los asesinos de su ahijado y recuperar todo el dinero que le robaron. Marlon interpreta a Víctor Peñaranda, uno de los ayudantes del empresario El Orejón (Blas Jaramillo). Víctor se encuentra un millón de dólares en la casa del enemigo de su jefe o patrón y durante la película oculta los dólares en el techo de la pieza donde se hospeda y habrá de luchar contra los hombres del empresario para poder seguir vivo y darle un futuro mejor a su familia. Sin embargo, ya cerca de escapar, recibe un golpe de una varilla y muere. Gracias a esta película ganó el premio al mejor actor en el Festival de cine de Guadalajara. Esta película también compitió en el festival de cine de Sundance en Estados Unidos, por la categoría World Dramatic Competition, y aunque no ganó, fue considerada una de las mejores por el público.
Después participó en la serie del canal FOX Tiempo final, de la que protagonizó en tres capítulos, Doble vida (como Óscar),  Bromas pesadas, en el papel de Monterrubio, y Bomba tres interpretando a Debrasse. 
También actuó en la película El informante, donde hacía el papel de Mendoza.
En el 2008 actuó en El último matrimonio feliz con el papel de Bernardo Torres, un hombre que trabaja en el área de la construcción y que conoce en la empresa donde es socio a la mujer que sirve los tintos, llamada Yorley, una campesina muy humilde de la que se enamora y con la cual tiene un hijo. Dicha telenovela ganó varios "Premios India Catalina", entre ellos el de mejor telenovela, y fue transmitida por el Canal RCN.
Una de sus últimas producciones ha sido la secuela de la película Soñar no cuesta nada, llamada Regreso a la Guaca y que cuenta la historia de varios soldados que fueron condenados a prisión por quedarse con 27 mil millones de pesos incautados a la guerrilla de las FARC. Esta historia fue transmitida también por el Canal RCN.
En el 2009 Marlon se incorporó a la serie El capo en el papel de un hombre decidido, coqueto, valiente, con dinero, muy poderoso y capaz de hacer hasta lo imposible por proteger a quienes lo rodean. El personaje que interpreta allí es el de Pedro Pablo León Jaramillo, más conocido como "El Capo", cuya historia de narcotráfico incluye guardaespaldas, mujeres, varios personajes con mucho poder público y corrupción. La serie tuvo tal éxito que se han rodado 2 secuelas, en 2012 | El capo 2 y en 2014 | El capo 3 .

## Filmografía

### Televisión
| Año       | Título                          | Personaje                            | Canal               |
| --------- | ------------------------------- | ------------------------------------ | ------------------- |
| 1994-1995 | Gente fresca                    | Paco                                 | UVTV - Telepacífico |
| 1995-1996 | Milena                          | Carlos Fernández                     | Canal A             |
| 1997-1998 | La mujer del presidente         | Victor Leal                          | Caracol Televisión  |
| 1998      | Sin límites                     | Antonio Charry                       | Caracol Televisión  |
| 1998      | La dama del pantano             | "El Apache"                          | Caracol Televisión  |
| 2003-2005 | Pandillas, guerra y paz         | Ciro Bernal                          | Canal RCN           |
| 2000      | La reina de Queens              | Bruno Berrocal                       | Caracol Televisión  |
| 2000-2001 | Amor discos                     | Samuel Pombo                         | Canal Uno           |
| 2002-2003 | El precio del silencio          | Dr. Manuel Santa Maria               | Canal RCN           |
| 2003      | No renuncies Salome             | Carlos Alberto                       | Canal RCN           |
| 2004-2005 | La saga, negocio de familia     | Pascual Martínez                     | Caracol Televisión  |
| 2005-2006 | El pasado no perdona            | Felipe Santa Maria                   | Canal RCN           |
| 2005-2006 | El baile de la vida             | Marcelo                              | Caracol Televisión  |
| 2006      | Sin tetas no hay paraíso        | Aurelio Jaramillo "El titi"          | Caracol Televisión  |
| 2007      | El ventilador                   | Julian Antonio Aldama                | Caracol Televisión  |
| 2007      | El mal perdedor                 | Eleazar Medina Sánchez               |                     |
| 2007      | Tiempo final                    | Oscar / Monterrubio / Debrasse       | Fox Channel         |
| 2008-2009 | El ultimo matrimonio feliz      | Bernardo Torres                      | Canal RCN           |
| 2009      | Regreso a la guaca              | Teniente Víctor Solorzano            | Canal RCN           |
| 2009-2010 | El capo                         | Pedro Pablo León Jaramillo 'El capo' | Canal RCN           |
| 2010-2011 | A corazón abierto 2             | Dr. Juan Felipe Becerra              | Canal RCN           |
| 2012-2013 | El capo 2                       | Pedro Pablo León Jaramillo 'El capo' | Canal RCN           |
| 2014      | El capo 3                       | Pedro Pablo León Jaramillo 'El capo' | Canal RCN           |
| 2017-2018 | 1 contra todos                  | Paco                                 | Fox Premium         |
| 2018      | Sitiados                        | Duque de Lerma                       | Fox Premium         |
| 2018      | El granjero                     | Protagonista                         | YouTube             |
| 2019      | Should I Do It                  | Samuel Ramírez                       | Piloto              |
| 2019      | Leonor                          |                                      | Telepacifico        |
| 2020-2025 | La venganza de Analía           | Guillermo León Mejía                 | Caracol Televisión  |
| 2021      | MalaYerba                       | Virgilio                             | Starzplay           |
| 2025      | Champeta, el ritmo de la Tierra | Elias                                | Disney Channel      |
| 2025      | La Vorágine                     | Narciso Barrera                      | Señal Colombia      |

## Cine
| Año  | Título                       | Papel               |
| ---- | ---------------------------- | ------------------- |
| 2004 | El rey                       | El Pollo            |
| 2005 | Hoy es un día distinto       | Fotógrafo           |
| 2006 | Soñar no cuesta nada         | Teniente Solórzano  |
| 2006 | Heridas                      |                     |
| 2007 | La beca                      | Juan Carlos Mejía   |
| 2007 | Entre sábanas                | Roberto Vegara      |
| 2007 | Perro come perro             | Víctor Peñaranda    |
| 2007 | El ángel del acordeón        | Agustín Daza        |
| 2009 | Trata de ser amable con ella | Fernando            |
| 2010 | Amores peligrosos            | Fernando Martínez   |
| 2010 | La sargento matacho          | Comandante Richard  |
| 2011 | Secreto de confesión         | Enrique Rozo        |
| 2011 | En coma                      | Narco               |
| 2012 | Cazando luciérnagas          | Manrique            |
| 2015 | Corazón de León              | León                |
| 2015 | Butterflies                  | John                |
| 2015 | El hipnotista                | El mismo            |
| 2015 | La sargento Matacho          | Comandante Richard  |
| 2016 | Another Forever              | John                |
| 2017 | Hjertestart                  | Tavo                |
| 2017 | De regreso al colegio        | Profesor de química |
| 2024 | El bolero de Rubén           | Ruben               |

## Premios y nominaciones

### Premios India Catalina
| Año  | Categoría                                               | Telenovela o Serie      | Resultado |
| ---- | ------------------------------------------------------- | ----------------------- | --------- |
| 2021 | Mejor actor antagónico de telenovela, serie o miniserie | La venganza de Analía   | Ganador   |
| 2015 | Mejor Actor Protagónico                                 | El Capo 3               | Nominado  |
| 2013 | Mejor Actor Protagónico de Serie o Miniserie            | El Capo 2               | Nominado  |
| 2010 | Mejor Actor Protagónico de Serie o Miniserie            | El Capo                 | Ganador   |
| 2008 | Mejor Actriz/Actor Protagónico de Serie                 | Tiempo final            | Nominado  |
| 1998 | Mejor Actor de Reparto                                  | La mujer del presidente | Ganador   |

### Premios Tv y Novelas
| Año  | Categoría                        | Telenovela o Serie          | Resultado |
| ---- | -------------------------------- | --------------------------- | --------- |
| 2015 | Mejor Actor protagónico de Serie | El Capo 3                   | Ganador   |
| 2012 | Mejor Actor de Reparto de Serie  | A corazón abierto           | Nominado  |
| 2010 | Mejor Actor protagónico          | El Capo                     | Ganador   |
| 2009 | Mejor Actor protagónico          | El último matrimonio feliz  | Ganador   |
| 2005 | Mejor Actor Antagónico           | La saga, negocio de familia | Nominado  |
| 2003 | Mejor Actor Antagónico           | El precio del silencio      | Nominado  |
| 1999 | Mejor Actor protagónico de Serie | Sin límites                 | Nominado  |
| 1998 | Mejor Actor Revelación           | La mujer del presidente     | Ganador   |

### Otros premios de TV
| Año | Premio                        | Categoría                | Producción              | Resultado |
| --- | ----------------------------- | ------------------------ | ----------------------- | --------- |
|     | IRIS                          | Mejor Actor Regional     |                         | Ganador   |
|     | Shock                         | Mejor Actor Revelación   | La mujer del presidente | Ganador   |
|     | Simón Bolívar                 | Mejor Revelación del año | La mujer del presidente | Ganador   |
|     | Festival de las Carolinas USA | Mejor actor del año      | El Capo                 | Ganador   |
|     | Nogal de Oro                  | Mejor Actor Destacado    |                         | Ganador   |

### Premios por Cine
| Año  | Premio                                                                         | Categoría             | Producción            | Resultado |
| ---- | ------------------------------------------------------------------------------ | --------------------- | --------------------- | --------- |
| 2008 | Premios Nacionales de cine                                                     | Mejor Actor Principal | Perro come perro      | Ganador   |
| 2008 | Premios Bogocine de oro                                                        | Mejor Actor           | Perro come perro      | Ganador   |
| 2008 | Festival Internacional de Cine de Gramado Río de Janeiro Brasil                | Mejor Actor           | Perro come perro      | Ganador   |
| 2008 | Festival Internacional de Cine en Guadalajara-México                           | Mejor Actor           | Perro come perro      | Ganador   |
|      | Selección Oficial e Internacional Festival de Cine de Cartagena India Catalina | Actor de Reparto      | Soñar no cuesta nada. | Ganador   |
|      | Festival Internacional de Cine de Huelva-España                                | Mejor actor           | Cazando Luciérnagas   | Ganador   |